# Campeonato Carioca de Futebol Feminino de 2018
O Campeonato Carioca de Futebol Feminino de 2018 foi a 27ª edição da divisão principal do campeonato estadual de futebol feminino do Rio de Janeiro. A competição foi organizada pela Federação de Futebol do Estado do Rio de Janeiro (FERJ) e teve o Flamengo como campeão.
O vice-campeão do certame, o Duque de Caxias, garantiu uma vaga na Série A2 do Campeonato Brasileiro de 2019.

## Regulamento
A primeira fase foi disputada por 11 (onze) equipes distribuídas em 02 (dois) Grupos (A e B), com 06 (seis) equipes no grupo A e 05 (cinco) no grupo B, jogando as equipes do grupo A contra o grupo B (A x B), em turno único. As quatro equipes melhores colocadas de cada grupo avançaram às quartas-de-final, que foram disputadas em jogo único. O mando de campo da fase de mata-mata pertenceu à equipe com melhor campanha e persistindo o empate, houve disputa de pênaltis. A grande final ocorreu em campo neutro indicado pelo Departamento de Competições da FERJ.
Além disso, puderam ser realizadas 7 substituições ao longo de cada partida e cada tempo teve a duração de 40 minutos com 15 minutos de intervalo entre os tempos.

### Critérios de desempate
Estes foram os critérios de desempate aplicados:
1. Maior número de vitórias na fase
2. Melhor saldo de gols na fase
3. Maior número de gols pró na fase
4. Menor número de cartões amarelos e vermelhos, durante todo o campeonato, somados os cartões das atletas e comissão técnica (cada cartão vermelho equivalia a três cartões amarelos)
5. Sorteio na sede da Federação, em dia e horário a serem determinados

## Participantes
| Equipe                           | Cidade                    | Em 2017      | Títulos (último) |
| Brasileirinho                    | Rio de Janeiro            | 4º           | 0                |
| Búzios                           | Armação dos Búzios        | não disputou | 0                |
| Duque de Caxias                  | Duque de Caxias           | 2º           | 1 (2011)         |
| Flamengo                         | Rio de Janeiro            | 1º           | 3 (2017)         |
| CCE Jacarepaguá                  | Rio de Janeiro            | não disputou | 0                |
| Liga de Arraial do Cabo          | Arraial do Cabo           | não disputou | 0                |
| Liga de Rio Bonito               | Rio Bonito                | não disputou | 0                |
| Liga de Rio das Ostras/Cabo Frio | Rio das Ostras/ Cabo Frio | não disputou | 0                |
| Liga de Volta Redonda            | Volta Redonda             | não disputou | 0                |
| Portuguesa-RJ                    | Rio de Janeiro            | 7º           | 0                |
| Vasco da Gama                    | Rio de Janeiro            | não disputou | 9 (2013)         |

O campeonato marcou a reativação da equipe feminina do Vasco da Gama. O clube é o maior vencedor do Campeonato Carioca Feminino com 9 títulos.

## Primeira Fase

### Grupo A
| Pos | Equipe                | PG | J | V | E | D | GP | GS | SG  | Classificação                          |
| --- | --------------------- | -- | - | - | - | - | -- | -- | --- | -------------------------------------- |
| 1   | Flamengo              | 15 | 5 | 5 | 0 | 0 | 30 | 0  | +30 | Classificados para às quartas de final |
| 2   | Vasco da Gama         | 13 | 5 | 4 | 1 | 0 | 18 | 3  | +15 | Classificados para às quartas de final |
| 3   | Brasileirinho         | 7  | 5 | 2 | 1 | 2 | 15 | 7  | +8  | Classificados para às quartas de final |
| 4   | Liga de Volta Redonda | 1  | 5 | 0 | 1 | 4 | 2  | 17 | -15 | Classificados para às quartas de final |
| 5   | Búzios                | 0  | 5 | 0 | 0 | 5 | 0  | 14 | -14 |                                        |
| 6   | CCE Jacarepaguá       | 0  | 5 | 0 | 0 | 5 | 0  | 36 | -36 |                                        |

### Grupo B
| Pos | Equipe                           | PG | J | V | E | D | GP | GS | SG  | Classificação                          |
| --- | -------------------------------- | -- | - | - | - | - | -- | -- | --- | -------------------------------------- |
| 1   | Duque de Caxias                  | 13 | 6 | 4 | 1 | 1 | 15 | 6  | +9  | Classificados para às quartas de final |
| 2   | Portuguesa-RJ                    | 10 | 6 | 3 | 1 | 2 | 17 | 7  | +10 | Classificados para às quartas de final |
| 3   | Liga de Rio das Ostras/Cabo Frio | 10 | 6 | 3 | 1 | 2 | 10 | 10 | 0   | Classificados para às quartas de final |
| 4   | Liga de Rio Bonito               | 9  | 6 | 3 | 0 | 3 | 19 | 10 | +9  | Classificados para às quartas de final |
| 5   | Liga de Arraial do Cabo          | 9  | 6 | 3 | 0 | 3 | 16 | 32 | -16 |                                        |

#### Primeira rodada
| 29 de Setembro | Búzios | 0 – 3 | Liga de Rio das Ostras/Cabo Frio | Municipal de Búzios |
|                |        | W.O.  |                                  |                     |

| 29 de Setembro | Vasco da Gama | 2 – 1 | Portuguesa-RJ | CT Vasco Caxias |
|                |               |       |               |                 |

| 29 de Setembro | Liga de Volta Redonda | 0 – 3 | Liga de Rio Bonito | CT Volta Redonda |
|                |                       |       |                    |                  |

| 30 de Setembro | CCE Jacarepaguá | 0 – 3 | Duque de Caxias | Leônidas da Silva |
|                |                 | W.O.  |                 |                   |

| 30 de Setembro | Brasileirinho | 9 – 0 | Liga de Arraial do Cabo | São Bento EC |
|                |               |       |                         |              |

#### Segunda rodada
| 6 de Outubro | Duque de Caxias | 2 – 0 | Búzios | Maracanãzinho |
|              |                 |       |        |               |

| 6 de Outubro | Portuguesa-RJ | 9 – 0 | CCE Jacarepaguá | Luso-brasileiro |
|              |               |       |                 |                 |

| 6 de Outubro | Liga de Arraial do Cabo | 0 – 9 | Vasco da Gama | CT Celso Gol |
|              |                         |       |               |              |

| 6 de Outubro | Liga de Rio Bonito | 1 – 2 | Brasileirinho | Rio Bonito AC |
|              |                    |       |               |               |

| 6 de Outubro | Liga de Rio das Ostras/Cabo Frio | 0 – 3 | Flamengo | Correão |
|              |                                  | W.O.  |          |         |

#### Terceira rodada
| 13 de Outubro | Liga de Volta Redonda | 2 – 2 | Liga de Rio das Ostras/Cabo Frio | Raulino de Oliveira |
|               |                       |       |                                  |                     |

| 14 de Outubro | Búzios | 0 – 3 | Portuguesa-RJ | Municipal de Búzios |
|               |        | W.O.  |               |                     |

| 14 de Outubro | Flamengo | 3 – 0 | Duque de Caxias | CEFAN |
|               |          |       |                 |       |

| 14 de Outubro | CCE Jacarepaguá | 0 – 10 | Liga de Arraial do Cabo | Leônidas da Silva |
|               |                 |        |                         |                   |

| 17 de Outubro | Vasco da Gama | 2 – 1 | Liga de Rio Bonito | CT Vasco Caxias |
|               |               |       |                    |                 |

#### Quarta rodada
| 20 de Outubro | Liga de Arraial do Cabo | 3 – 0 | Búzios | Campo do Grêmio |
|               |                         |       |        |                 |

| 20 de Outubro | Liga de Rio Bonito | 11 – 0 | CCE Jacarepaguá | Rio Bonito AC |
|               |                    |        |                 |               |

| 20 de Outubro | Liga de Rio das Ostras/Cabo Frio | 2 – 1 | Brasileirinho | Aracy Machado |
|               |                                  |       |               |               |

| 20 de Outubro | Duque de Caxias | 6 – 0 | Liga de Volta Redonda | CEPE Caxias |
|               |                 |       |                       |             |

| 20 de Outubro | Portuguesa-RJ | 0 – 4 | Flamengo | Luso-brasileiro |
|               |               |       |          |                 |

#### Quinta rodada
| 24 de Outubro | Brasileirinho | 2 – 3 | Duque de Caxias | São Bento EC |
|               |               |       |                 |              |

| 27 de Outubro | Búzios | 0 – 3 | Liga de Rio Bonito | Realengo FC |
|               |        | W.O.  |                    |             |

| 27 de Outubro | Vasco da Gama | 4 – 0 | Liga de Rio das Ostras/Cabo Frio | CT Vasco Caxias |
|               |               |       |                                  |                 |

| 27 de Outubro | Liga de Volta Redonda | 0 – 3 | Portuguesa-RJ | Raulino de Oliveira |
|               |                       |       |               |                     |

| 27 de Outubro | Flamengo | 14 – 0 | Liga de Arraial do Cabo | CEFAN |
|               |          |        |                         |       |

#### Sexta rodada
| 03 de Novembro | Liga de Rio das Ostras/Cabo Frio | 3 – 0 | CCE Jacarepaguá | Aracy Machado |
|                |                                  | W.O.  |                 |               |

| 03 de Novembro | Duque de Caxias | 1 – 1 | Vasco da Gama | São Bento EC |
|                |                 |       |               |              |

| 03 de Novembro | Portuguesa-RJ | 1 – 1 | Brasileirinho | Luso-brasileiro |
|                |               |       |               |                 |

| 03 de Novembro | Liga de Arraial do Cabo | 3 – 0 | Liga de Volta Redonda | Ítalo del Cima |
|                |                         | W.O.  |                       |                |

| 03 de Novembro | Liga de Rio Bonito | 0 – 6 | Flamengo | Rio Bonito AC |
|                |                    |       |          |               |

## Fase Final
Quartas de Final
| 11 de Novembro | Flamengo | 3 – 0 | Liga de Volta Redonda | Gávea |
|                |          | W.O.  |                       |       |

| 10 de Novembro | Vasco da Gama       | 1 – 1 | Brasileirinho          | CT Vasco Caxias |
|                | 22' Juliana Ramos · |       | 68' Rhaizza Sthefani · |                 |

|  |       | Penalidades |
|  | 5 – 3 |             |

| 8 de Novembro | Duque de Caxias     | 2 – 2 | Liga de Rio Bonito           | CEPE Caxias |
|               | 35', 66' Syrlaine · |       | 30' Natasha · 34' Fernanda · |             |

|  |       | Penalidades |
|  | 3 – 2 |             |

| 10 de Novembro | Portuguesa-RJ                        | 3 – 0 | Liga de Rio das Ostras/Cabo Frio | Luso-brasileiro |
|                | 8' Bia · 45' Lohrane · 56' Marcela · |       |                                  |                 |

Semifinais
| 18 de Novembro | Flamengo                                            | 4 – 0 | Portuguesa-RJ | Gávea |
|                | 1', 29' Dany Helena · 46' Flávia · 57' Piu (g.c.) · |       |               |       |

| 18 de Novembro | Duque de Caxias                   | 2 – 2 | Vasco da Gama           | CEPE Caxias |
|                | 45' Rayane (g.c.) · 63' Letícia · |       | 12' Gaby · 61' Mylena · |             |

|  |       | Penalidades |
|  | 5 – 4 |             |

Final
| 24 de Novembro | Flamengo                                               | 5 – 0 | Duque de Caxias | Moça Bonita |
|                | 4', 40+5', 76' Flávia · 10' Dany Helena · 58' Pâmela · |       |                 |             |

## Premiação
| Campeonato Carioca de Futebol Feminino 2018 |
| Rio de Janeiro                              |
| ------------------------------------------- |
| Flamengo Campeão (4º título)                |